# 玄武门之变
玄武門之變是唐朝武德九年六月初四庚申日（626年7月2日）由唐高祖李淵次子秦王李世民為首的秦王府集團在唐朝首都長安城（今陝西省西安市）太極宫的北宫門——玄武门附近发动的一次流血政變。李世民率眾殺害自己的长兄储君東宮太子李建成（被李世民亲自射杀）、四弟齐王李元吉（由尉迟敬德射杀），並殺死兩人諸子，迫使李淵立自己為儲君，並掌握京師兵權，不久後李渊為時勢所迫而退位並內禪，同年八月初九甲子日（陽曆9月4日）李世民继承帝位，是为唐太宗。

## 历史
《資治通鑑》为主要參考

### 背景

唐朝建立者李渊

617年，李渊在太原起兵并很快占领隋朝京城大兴城（唐朝建立以后改名长安城），立隋恭帝为傀儡皇帝；据正史的说法，这一切都是次子李世民之功，因此李渊曾对世民说：“如果事业成功，那么天下都是你带来的，该立你为皇太子。”李世民拜谢并推辞。待到李渊被隋恭帝封为唐王，将领们也请求以世民为世子，李渊准备立他，世民坚辞才不受，改立长子李建成为世子。618年李渊建立唐朝，改元「武德」，以世子建成为太子，世民为秦王，元吉為齊王。
據《資治通鑑》記載：太子建成性情松缓惰慢，喜欢饮酒，贪恋女色，爱打猎；高祖第四子、齐王李元吉，常有过错；二人均不受高祖宠爱。世民功勋名望日增，高祖常常有意让他取代建成为太子，建成心中不安，于是与元吉共同谋划，并答应元吉在自己即位以后，立他为皇太弟，所以元吉倒向大哥建成，为建成尽死效力，他们各自交结建立自己的党羽，组成太子党，一起排挤李世民。然而司馬光在編寫《資治通鑑》時，曾懷疑關於建成、元吉的史料真實性。司馬光認為：建成、元吉雖然是頑愚之人，既然被世民所殺，關於他們的記載，也很可能被史官渲染、污衊，真實性有待考證，不能盡信。
秦王世民一方也不甘示弱，随着李世民在外屡立战功，威望日高，李渊先后封他为太尉（三公之一）、司徒（三公之一）、尚书令（相当于宰相）、中书令（亦相当于宰相），乃至无可再封时，便创造了史无前例的天策上将之职授予他，位在诸王之上，在朝中的地位仅次于李渊和太子建成，且拥有众多支持者；秦王府内人才济济，与李世民的支持者们一起形成了秦王党，与太子党相抗衡。而李渊的优柔寡断，也使朝中政令相互冲突，加速了诸子的兵戎相见。不过现在很多历史学家怀疑高祖欲传位世民、建成谋害世民等传闻可能是李世民掌权后制造出来的，为的是使自己的政变和即位合法化。

#### 二子争储
李渊晚年心愛且臨幸的嫔妃很多，生了近二十位小皇子、小公主，最受寵的兩個嬪妃张婕妤生下兒子李元方、尹德妃生下一个兒子李元亨，她們為了自身利益及鞏固地位，極力巴結討好太子李建成、齊王李元吉，竭力攻擊詆毀秦王李世民。建成和元吉则都曲意侍奉繼母张婕妤、尹德妃，奉承献媚、贿赂、馈赠，无所不用其極，以求得皇帝的宠爱。并有传说李建成、齊王李元吉与後母张婕妤、尹德妃，通姦偷情，淫亂後宮，但宫禁幽深神秘，此事无从证实。当时，太子东宫、各王公、妃主之家以及后宫妃嫔的亲属，在长安横行霸道，为非作歹，而主管部门却不敢追究。世民不讨好诸位妃嫔，所以嫔妃们很生气，争相称赞建成、元吉而诋毁世民。
世民住在承乾殿，元吉住在武德殿后院，他们的住处与皇帝寝宫、太子东宫之间日夜通行，不再有所限制。太子与秦、齐二王出入皇帝寝宫，均乘马、携带刀弓杂物，彼此相遇只按家人行礼。皇帝所下达的诏敕、太子所下达的令、和秦、齐二王所下达的教并行，有关部门不知该听哪个的命令，只有按照收到的先后为准。
世民平定盘踞在洛阳的王世充以后，高祖让贵妃等几人到洛阳挑选隋朝宫女和收取仓库裡的珍宝。贵妃等人私下向世民索要宝物并为自己的亲戚求官，世民回答道：“宝物都已经登记在册上报朝廷，官位应当授予贤能有功劳之人。”没有答应她们的任何要求，因此妃嫔们更加恨他。世民因为淮安王李神通有功，拨给他几十顷田地。张婕妤的父亲通过张婕妤向高祖请求要这些田，高祖手写敕令将这些田赐给他，李神通因为秦王的教令在先，不让田。张婕妤向高祖告状道：“陛下敕赐给我父亲的田地，被秦王夺去了给了李神通。”高祖因此发怒，责备李世民说：“难道我的手敕不如你的教令吗？”过了些天，高祖对左仆射裴寂说：“这孩子长期在外掌握军队，受书生们教唆，已经不再是原来的那个儿子了。”尹德妃的父亲尹阿鼠骄横跋扈，秦王府的官员杜如晦经过他的门前，尹阿鼠的几名家僮把杜如晦拽下马，揍了他一顿并打断了他一根手指，说道：“你是什么人，胆敢过我的门前不下马！”尹阿鼠怕世民告诉皇帝，先让尹德妃对皇帝说：“秦王的亲信欺侮我家人。”高祖又生气地责备世民说：“我的妃嫔家都受你身边的人欺凌，何况是小老百姓！”世民反复为自己辩解，但高祖始终不相信他。
世民每次在宫中侍奉高祖宴饮，面对诸位妃嫔，想起母亲太穆皇后死得早，没能看到高祖拥有天下，有时不免叹气流泪，高祖看到后很不高兴。各位妃嫔都会趁机暗中诋毁世民道：“天下幸好平安无事，陛下年寿已高，只适合娱乐娱乐，而秦王总是一个人流泪，这实际上是憎恨我们，陛下作古后，我们母子必定不为秦王所容，会被杀得一个不留！”因此相互对着流泪，并且说：“皇太子仁爱孝顺，陛下将我们母子托付给太子，必然能获得保全。”高祖也为此很伤心。从此高祖打消了改立太子的念头，对世民逐渐疏远，而对建成、元吉却日益亲密了。
太子中允王珪、太子洗马魏徵劝说太子道：“秦王功盖天下，内外归心；而殿下不过是因为年长才被立为太子，没有大功可以镇服天下。现在刘黑闼的兵力分散逃亡之后，剩下不足一万人，又缺乏粮食物资，如果用大军进逼，势如摧枯拉朽，殿下应当亲自去攻打以获得功劳名望，趁机结交山东的豪杰，也许就可以保住自己的地位了。”太子于是向高祖请求带兵出征，高祖答应了。武德五年十一月初七甲申日（622年12月14日），高祖下诏命太子李建成带兵讨伐刘黑闼，陕东道大行台及山东道行军元帅、黄河以南、以北各州均受建成处置，他有权随机行事。
齐王元吉劝说太子建成趁早除去秦王世民，他说：“我自当替兄长杀之！”世民随从高祖前往元吉的府第，元吉命令护军宇文宝埋伏在寝室裡，准备刺杀世民。建成心软，制止了他。元吉恼怒地说：“我这是为兄长着想，对我自己有什么好处！”
建成擅自召募长安及各地的骁勇之士两千多人，充当东宫卫士，让他们分别在东宫左右长林门驻扎下来，号称长林兵。建成还暗中让右虞候率可达志，从燕王李艺那裡调集来幽州骁勇精锐的骑兵三百人，将他们安置在东宫东面的各个坊市中，准备用他们来补充在东宫担任警卫的低级军官，结果被人告发。高祖召见建成，把他责备了一番，将可达志流放到巂州。
庆州都督杨文幹曾经在东宫担任警卫，建成亲近并厚待他，私下里让他募集勇士，送往长安。高祖准备前往仁智宫，命令建成留守京城，世民与元吉一起随行。建成让元吉乘机图谋世民，他说：“关系到我们安危的大计，就决定在今年了！”建成又指使郎将尔朱焕和校尉桥公山将盔甲赠给杨文幹。两人来到豳州的时候，上报发生变故，告发太子指使杨文幹起兵，让他与自己内外呼应。还有一位宁州人杜风举也前往仁智宫讲了这一情形。高祖大怒，借口有别的事情，以亲笔诏书传召建成，让他前往仁智宫。建成心中害怕，不敢前去。太子舍人徐师谟劝他占据京城，发兵起事；詹事主簿赵弘智劝他免去太子的车驾章服，屏除随从人员，到高祖那裡去承认罪责。
武德七年六月廿四壬戌日（624年7月14日），建成决定前往仁智宫。还没有走完六十里的路程，建成便将所属官员，全部留在北魏毛鸿宾遗留下来的堡栅中，带领十多个人骑马前去进见高祖，向父皇伏地叩头，承认罪责，身体猛然用力，自己摔了出去，几乎晕死过去。高祖的余怒未消。当天夜裡，高祖将他囚禁在帐篷裡，给他麦饭充饥，让殿中监陈福看守着他，派遣司农卿宇文颖速去传召杨文幹。宇文颖来到庆州，将情况告诉了杨文幹。于是，杨文幹起兵造反。高祖派遣左武卫将军钱九陇和灵州都督杨师道攻击杨文幹。
六月廿六甲子日（7月16日），高祖传召秦王世民商量此事。世民说：“杨文幹这小子，竟敢做出狂妄叛逆之举，想来他幕府僚属应当已经将他擒杀。如若不然，就应当派遣一员能幹的将领讨伐之。”高祖说：“不能这样。杨文幹的事情关连着建成，恐怕响应他的人为数众多。你最好亲自前往，回来以后，我便将你立为太子。我不愿意效法隋文帝去诛杀自己的儿子，届时就把建成降为蜀王。蜀中兵力薄弱，如果以后他能够事奉你，你应该保全他的性命；如果他不肯事奉你，你要捉拿他也容易啊。”
高祖因为仁智宫建造在山中，担心盗兵突然发难，便连夜率领担任警卫的军队从南面开出山来。走了数十里地的时候，太子东宫所属的官员相继到来，高祖让大家一概以三十人为一队，分派军队包围、看守着他们。第二天，高祖才又返回仁智宫。
世民出发以后，元吉与嫔妃轮番替李建成求情，封德彝又在外朝设法解救建成。于是，高祖改变了初衷，又让建成回京城留守。高祖只以他致使兄弟关系不和睦的过错而责备他，将罪责推给了太子中允王珪、左卫率韦挺和天策上将府兵曹参军杜淹，将他们一并發配巂州（今四川省越西縣）。当初，洛阳平定以后，杜淹长时间没有得到升迁，打算谋求事奉建成。房玄龄认为杜淹狡诈的招数很多，担心他会教唆引导建成，越发对世民不利，便向李世民进言，将杜淹推荐到天策上将府任职。
七月初一己巳日（7月21日），杨文幹攻陷宁州，驱赶劫掠官吏与百姓出城，占据了百家堡。秦王世民的军队来到宁州以后，杨文幹的党羽便全部溃散。七月初五癸酉日（7月25日），杨文幹被自己的部下杀死，他的头颅被传送到京城。李世民捉获了宇文颖，将他杀掉。

#### 建成进谗
有人劝高祖说：“突厥之所以屡次侵犯关中地区，是由於我们的人口与财富都集中在长安的缘故。如果烧毁长安，不在这裡定都，那么胡人的侵犯便会自然平息下来了。”高祖认为有道理，便派遣中书侍郎宇文士及越过终南山，来到樊州、邓州一带，巡视可以居留的地方，准备迁都到那裡去。太子建成、齐王元吉和裴寂都赞成这一策略，萧瑀等人虽然知道不应当如此，却不敢谏阻。秦王世民挺身而出，劝谏道：“夷狄为祸中原的情况自古就有。陛下凭着圣明英武，创建新皇朝，安定中夏，拥有百万精兵，所向无敌，怎么能因有胡人搅扰边境，便连忙迁都来躲避他们，使举国臣民感到羞辱，让后世来讥笑呢？那霍去病不过是汉朝的一员将领，尚且决心消灭匈奴，何况儿臣还愧居藩王之位呢！希望陛下给我几年时间，请让我把绳索套在颉利的脖子上，将他逮到宫阙之下。如果到时候不成功，再迁都也为时不晚。”高祖说：“说得好。”建成却说：“当年樊哙打算率领十万兵马在匈奴人中间纵横驰骋，（结果被引為笑談）秦王的话该不会是和樊哙的相似吧！”世民说：“面对的情况各有区别，用兵的方法也不相同。樊哙那小子有什么值得称道的呢！不超过十年，我肯定能够将漠北地区平定下来，并不是凭空妄言啊！”于是，高祖不再迁都。李建成与嫔妃因而共同诬陷李世民说：“虽然突厥屡次在边疆上为祸，但只要他们得到财物就会撤退。秦王假托抵御突厥的名义，实际上是打算总揽兵权，成就他篡夺帝位的阴谋罢了！”
高祖在京城南面设场围猎，太子建成、秦王世民和齐王元吉都随同前往，高祖命令三个儿子骑马射猎，角逐胜负。建成有一匹胡马，膘肥体壮，但是喜欢尥蹶子，建成将这匹胡马交给世民说：“这匹马跑得很快，能够越过几丈宽的涧水。二弟善于骑马，骑上它试一试吧。”世民骑着这匹胡马追逐野鹿，胡马忽然尥起后蹶，世民跃身而起，跳到数步以外站稳，胡马站起来以后，世民再次骑到马身上，这样的情况连续发生了三次。世民回过头来对宇文士及说：“他打算借助这匹胡马害我，但人的生死自有命运决定，就凭他们能够伤害到我吗？”建成听到此言，乘机教唆张婕妤、尹德妃在高祖枕边诬陷世民：“秦王自称：上天授天命于我，正要让我去做天下的主宰，怎么会白白死去呢！”高祖大怒，先将建成、元吉二人召来，然后又把世民召来，责备他道：“谁是天子，自然会得到天命，不是人的智力所能够谋求的。你谋求帝位之心怎么这般急切呢！”世民摘去王冠，伏地叩头，请求将自己交付司法部门查讯证实自己没有说过这种悖逆之话，高祖仍然怒气不息。适逢有关部门奏称突厥前来侵扰，高祖这才改变了生气的面容，转而劝勉世民，让他戴上王冠，系好腰带，与他商议对付突厥的办法。
武德七年闰七月廿一己未日（624年9月9日），高祖颁布诏书命令世民与元吉率领兵马由豳州出发抵御突厥，在兰池为他们饯行。每当发生敌情，高祖总是命令世民前去讨伐敌人，但在战事平息以后，高祖对世民的猜疑却越发加重了。

#### 秦王避祸，太子下毒
秦王世民与太子建成、齐王元吉结下嫌隙以后，认为洛阳地势优越便利，担心总有一天会发生变故，打算离开京城保守此地，所以就让行台工部尚书温大雅镇守洛阳，派秦王府车骑将军张亮率领亲信王保等一千多人前往洛阳，暗中结交崤山以东的豪杰，等待事态变化，拿出大量的金银丝帛，任凭他们使用。元吉告发张亮图谋不轨，张亮被交付法官考察验证。张亮从始至终一言不发，朝廷便释放了他，让他返回洛阳。
建成在夜间召来世民，与他饮酒，暗中在酒中下毒害他。世民突然心痛，吐血数升，淮安王李神通搀扶着他返回西宫。高祖来到西宫，询问世民的病情，敕令建成：“秦王向来不善于饮酒，从今以后，你不能够再与他在夜间饮酒。”高祖因而对世民说：“首先提出反隋的谋略，消灭敌雠，平定海内，都是你的功劳。我本打算立你为太子，你却坚决推辞。而且，建成年纪最大，被立为太子已经很长时间了，我也不忍心夺去他的太子之位啊。我看你们兄弟似乎难以相容，一起住在京城裡，肯定要发生纷争，我应当派你返回行台，留居洛阳，陕州以东的广大地区都归你主宰。我还要让你设置天子的旌旗，如汉朝梁孝王故事。”世民哭泣着，以不愿意远离父皇膝下为由表示推辞。高祖说：“天下都是一家，东都和西都两地，路程很近，只要我想念你，便可动身前往，你不用烦恼悲伤。”世民准备出发的时候，建成和元吉一起商议说：“如果秦王到了洛阳，拥有了土地与军队，我们便再也不能控制他了。不如将他留在长安，这样他就只是一个匹夫而已，捉住他也就容易了。”于是，他们暗中让好几个人以密封的奏章上奏高祖，声称：“秦王身边的人们得知秦王要前往洛阳，无不欢欣雀跃。看秦王的意向，恐怕他不会再回长安了。”他们还指使高祖宠信的官员以秦王去留的得失利弊来劝说高祖，高祖便改变了主意，秦王前往洛阳的事情又半途搁置了。
建成、元吉与后宫的嫔妃日夜不停地向高祖诬陷世民，高祖信以为真，便准备惩治世民。陈叔达进谏说：“秦王为天下立下了巨大的功劳，是不能够废黜的。况且，他性情刚烈，倘若加以折辱贬斥，恐怕经受不住内心的忧伤愤怒，一旦染上难以预料的疾病，陛下后悔还来得及吗！”于是，高祖才没有处罚世民。元吉暗中请求杀掉秦王世民，高祖说：“他立下了平定天下的功劳，而他犯罪的事实并不显著，用什么作为借口呢？”元吉道：“秦王刚刚平定东都洛阳的时候，观望形势，不肯返回，散发钱财丝帛，以便树立个人的恩德，又违背陛下的敕命，不是谋反又是什么！只应该赶紧将他杀掉，何必担心找不到借口！”高祖不答应。

#### 明争暗鬥，各逞所能
秦王府的幕僚属官人人忧虑，个个恐惧，不知所措。行台考功郎中房玄龄对比部郎中长孙无忌说：“现在仇怨已经造成，一旦祸患暗发，岂只是秦王府不可收拾，实际上社稷的存亡都成问题。不如劝说秦王采取与周公平定管叔、蔡叔相似的行动，以便安定皇室与国家。存亡的枢机，形势的危急，就是现在了！”无忌说：“我有这一想法已经有很长时间了，只是不敢说出口。现在你说的这一席话，正好符合我的愿望。请让我代您禀告秦王。”于是，无忌进入世民的卧室告诉了世民。世民把房玄龄召来商议此事，玄龄说：“大王功盖天地，应当继承皇帝的大业。现在大王担心危机发生，正是上天在帮助大王啊。希望大王不要疑惑不定了。”于是，房玄龄与秦王府属官杜如晦共同劝说世民诛杀建成、元吉。
建成、元吉因为秦王府拥有许多骁勇的将领，打算引诱他们为自己所用，便暗中将一车金银器物赠送给左二副护军尉迟恭，并且写了一封书信招引他说：“希望得到您的屈驾眷顾，以便加深我们之间的布衣之交。”尉迟恭推辞说：“我是编蓬为户、破瓮作窗人家的小民，遇到隋朝末年战乱不息、百姓流亡的时局，长期沦落在抗拒朝廷的境地裡，罪大恶极，死有余辜。秦王赐给我再生的恩典，现在我又在秦王府注册为官，只应当以死报答秦王。我没有为殿下立过功，不敢凭空接受殿下如此丰厚的赏赐。倘若我私自与殿下交往，就是对秦王怀有二心，就是见利忘义的小人，殿下要这种人又有什么用呢！”建成大怒，便与他断绝了往来。尉迟恭将此事告诉了世民，世民说：“明公对我的忠心就像山岳那样坚实牢靠，即使他赠送给您的金子堆积到了北斗星，我知道明公的忠心还是不会动摇的。他赠给您什么，您就接受什么，这又有什么值得猜疑的呢！况且，这样做能够了解他的阴谋，难道不是一个上好的计策吗！否则，祸事就将降临到您头上了。”不久，元吉指使勇士在夜间刺杀尉迟恭，尉迟恭得知这一消息以后，将层层门户敞开，自己安然躺着不动，刺客屡次来到他的院子，终究没敢进屋。于是，元吉向高祖诬陷尉迟恭，把他关进奉詔獄中审问处治，准备将他杀掉，由於世民再三请求保全他的生命，这才得以幸免。元吉又诬陷左一马军总管程知节，高祖将他外放为康州刺史。程知节对世民说：“大王的辅佐之臣快走光了，大王自身又怎么能够长久呢！我誓死不离开京城，希望大王及早将定下计策。”元吉又用金银丝帛引诱右二护军段志玄，段志玄不肯从命。建成对元吉说：“在秦王府有智谋才略的人物中，值得畏惧的只有房玄龄和杜如晦。”建成与元吉又向高祖诬陷他们二人，使他们遭到斥逐。
世民的心腹只剩下长孙无忌还留在秦王府中，他与他的舅舅雍州治中高士廉、右候车骑将军三水人侯君集以及尉迟恭等人，日以继夜地劝说世民诛杀建成和元吉，世民犹豫不决。此外世民可能還曾向灵州大都督李靖、行军总管李世勣问计。

### 前奏

#### 秦府密谋

政变发动者李世民

武德九年五月傅奕密奏李淵：「太白金星在秦地出現，秦王當有天下。」武德九年六月初一丁巳日（626年6月29日），太白金星在白天出现于天空正南方的午位，按照古人的看法，这是“变天”的象征，是暴发革命或当权者更迭的前兆，代表要发生大事了。
适逢突厥郁射设带领数万骑兵驻扎在黄河以南，突入长城边塞，包围乌城，太子建成便推荐齐王元吉代替秦王世民都督各路军马北征以抵抗突厥入侵。高祖听从了他的建议，命令元吉督率右武卫大将军李艺、天纪将军张瑾等人援救乌城。元吉乘机请求让尉迟恭、程知节、段志玄以及秦王府右三统军秦琼等人与自己一同前往，检阅并挑选秦王帐下精锐的兵士以增强自己军队的实力。在太子的东宫中担任率更丞（主管计时的官员）职位的王晊，已被秦王世民收买，成为世民在东宫的眼线，他悄悄告诉世民：“太子对齐王说：‘现在，你已经得到秦王骁勇的将领和精锐的士兵，拥有兵马数万之多了。我与秦王在昆明池为你饯行，让勇士在帐幕里将秦王杀死，上奏父皇时就说他暴病身亡，父皇应该不会不相信。我自当让人进言，逼父皇将国家大事交给我处理。尉迟恭等人已经落到了你的手中，应该将他们悉数坑杀，谁敢不服！’”世民将王姓官员的话告诉了长孙无忌等人，无忌等人劝李世民先发制人。世民叹息道：“骨肉相残，是古往今来的大罪恶。我当然知道祸事即将来临，但我打算在祸事发生以后，再举义讨伐他们，这不也是可以的吗！”尉迟恭说：“作为人之常情，有谁能够舍得去死！现在大家誓死侍奉大王，这是上天所授。祸事马上就要发生，大王却仍旧神态自若，毫不担忧。即使大王把自己看轻，又怎么对得起宗庙社稷呢！如果大王不肯采用我的主张，我就准备逃身荒野草泽，不能留在大王身边，拱手任人宰割！”无忌说：“如果大王不肯听从尉迟恭的主张，事情肯定要失败了。尉迟恭等人肯定不会再追随大王，我也应当跟着他们离开大王，不能够再事奉大王了！”世民说：“我讲的意见也不能完全放弃，明公再计议一下吧。”尉迟恭说：“如今大王处理事情犹豫不定，这是不明智的；面临危难，不能决断，这是不果敢的。况且，大王平时畜养的八百多名勇士，凡是在外面的，现在都已经进入宫中，他们穿好盔甲，手握兵器，起事的形势已经形成，大王怎么能够制止得住呢！”
世民征求秦王府幕僚们的意见，大家都说：“齐王凶恶乖张，是终究不愿意事奉自己的兄长的。近来听说护军薛实曾经对齐王说：‘大王的名字，合起来可以成为一个唐字，大王终究是要主宰大唐社稷。’齐王欢喜地说：‘只要能够除去秦王，夺取东宫太子之位就易如反掌了。’他与太子谋划作乱还没有成功，就已经有了夺取太子之位的心思。作乱的心思没有满足，又有什么事情做不出来呢！假使这两个人如愿以偿了，恐怕天下就不再归大唐所有。以大王的贤能，捉拿这两个人就如拾取地上的草芥一般容易，怎么能够为了信守匹夫的节操，而忘了国家社稷的大事呢！”世民仍然没有决断，大家又问道：“大王认为舜是什么样的人呢？”世民答道：“是圣人。”大家说：“假如舜帝在疏通水井的时候没有躲过父亲与弟弟在上面填土的毒手，便化为井中的泥土了；假如他在涂饰粮仓的时候没有逃过父亲和弟弟在下面放火的毒手，便化为粮仓上的灰烬了，怎么还能够让自己恩泽遍及天下，法度流传后世呢！所以，舜帝在遭到父亲用小棒笞打的时候便忍受了，而在遭到大棍笞打的时候便逃走了，这大概是因为舜帝心里所想的是大事啊。”世民命人算卦以卜吉凶，恰好秦王府的幕僚张公谨从外面进来，便将占卜的龟壳夺过来扔在地上，说：“占卜是为了决定疑难之事的，现在事情并无疑难，还占卜什么呢！如果占卜的结果是不吉利的，难道就能够停止行动了吗？”于是便定下了行动计划。
世民命令长孙无忌秘密地将房玄龄等人召回，房玄龄等人不答应回秦王府，说道：“陛下敕书的旨意是不允许我们再事奉大王的。如果我们现在私下去谒见大王，肯定要因此获罪而死，因此我们不敢接受大王的教令！”世民发怒，对尉迟恭说：“房玄龄、杜如晦难道要背叛我吗！”他摘下佩刀交给尉迟恭道：“明公前去察看一下情况，如果他们果真没有回来的意思，可砍下他们头回来见我。”尉迟恭前去，与长孙无忌一起明示房玄龄等人说：“大王已经将行动的计划决定下来了，众位明公应该速去秦王府中共议大事。我们四个人不能在街道上同行。”于是命令房玄龄和杜如晦穿上道士的服装，与长孙无忌一同进入秦王府，尉迟恭则经由别的道路也来到了秦王府。

#### 秦王密奏
六月初三己未日（626年7月1日），太白金星再次在白天出现在天空正南方的午位。傅奕秘密上奏道：“金星出现在秦地的分野上，这是秦王应当拥有天下的征兆。”高祖将傅奕的密奏给秦王世民看。于是就这样，李世民做好一切准备之后，乘机秘密上奏父皇，上朝揭发李建成和李元吉的罪行，说他们在后宫胡作非为，並告发李建成、李元吉与尹德妃、张婕妤私通乱伦，关系暧昧，而且说：“儿臣丝毫没有对不起皇兄和皇弟，现在他们却打算杀死儿臣，這簡直就像要替王世充和窦建德报仇。如今我快要含冤而死，永远地离开父皇，魂魄归于黄泉，如果见到王世充诸贼，实在感到羞耻！”高祖望着李世民，惊讶不已，回答道：“明天朕就审问此事，你应该及早前来参见朕。”
张婕妤暗中得知了世民密奏的大意，急忙告诉建成。建成将元吉召来商议此事，元吉说：“我们应当管好东宫和齐王府中的士兵，托称有病不去上朝，以便观察形势。”建成道：“宫中的军队防备已很严密了，我与皇弟应当入朝参见，亲自打听消息。”于是二人决定先入大内皇宫逼高祖表态。不料在宫城北门玄武门执行禁卫总领常何本是太子亲信，却被世民策反，因此宫中卫队已经倒向秦王，建成和元吉却不知道，还以为宫中都还是自己人。

### 经过

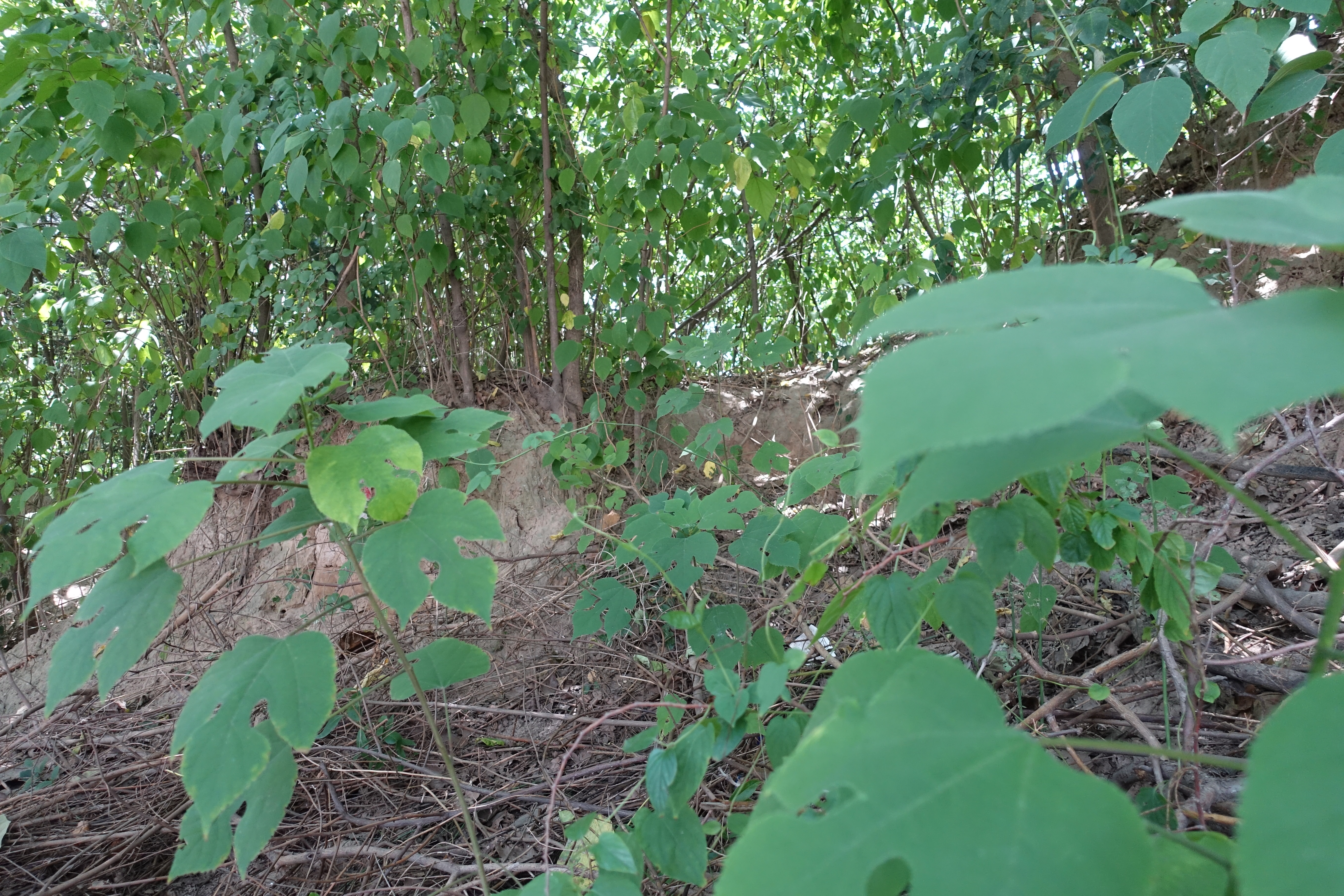
太极宫玄武门遗址

六月初四庚申日（626年7月2日），世民率领长孙无忌、尉迟敬德、侯君集、张公谨、刘师立、公孙武达、独孤彦云、杜君绰、郑仁泰、李孟尝（一说为长孙无忌、尉迟恭、房玄龄、杜如晦、宇文士及、高士廉、侯君集、程知节、秦琼、段志玄、屈突通、张士贵）等人入朝，并在玄武门埋下伏兵。建成、元吉二人不知底细，也一起入朝，骑马奔向玄武门。此时，高祖已经将裴寂、萧瑀、陈叔达、封德彝、裴矩等人召集前来，准备查验这件事情了。
建成、元吉来到临湖殿，察觉有变，立即掉转马头，准备向东返回东宫和齐王府。世民跟在后面呼唤他们，元吉心虚，先张弓搭箭射向世民，但由於心急，一连两三次都没有将弓拉满，箭没有射中。世民却搭弓射向建成，将他射死了。尉迟恭带领骑兵七十人相继赶到，他身边的将士射中元吉，元吉跌下马来。可就在此时，世民的坐骑受到了惊吓，带着世民奔入玄武门旁边的树林，世民被林中的树枝挂住，从马上摔下，倒在地上，一时爬不起来。元吉迅速赶到，夺过弓来，准备勒死世民，尉迟恭跃马奔来大声喝斥他。元吉知道自己不是对手，赶紧放开世民，想快步跑入武德殿寻求父皇庇护，但尉迟恭快马追上他，放箭将他射死了。
太子建成的部下、翊卫车骑将军冯立得知建成身死，叹息道：“难道能够在太子生前蒙受恩惠而太子一死便逃避祸难吗！”于是，他与副护军薛万彻、屈直府左车骑谢叔方率领东宫和齐王府的精锐兵马两千人，急驰赶到玄武门，准备为太子和齐王报仇。张公谨膂力过人，他独自关闭了大门，挡住冯立等人，冯立等人无法进入。偏向秦王的云麾将军敬君弘掌管着宿卫军，驻扎在玄武门。他挺身而起，准备出战，与他亲近的人阻止他说：“事情未见分晓，姑且慢慢观察事态的发展变化，等到兵力汇集起来，结成阵列再出战，也为时不晚。”敬君弘不听从，便与中郎将吕世衡大声呼喊着向敌阵冲去，结果全部战死。把守玄武门的士兵与薛万彻等人奋力交战，持续了很长时间，薛万彻擂鼓呐喊，准备进攻秦王府，将士们大为恐惧。此时，尉迟恭提着建成和元吉的首级给薛万彻等人看，东宫和齐王府的人马顿失战心，迅速溃散，薛万彻与骑兵数十人则逃入终南山中。冯立杀死敬君弘后，对部下说：“这也足以略微报答太子殿下了。”于是，他丢掉兵器，落荒而逃。至此，政变以秦王李世民的胜利而告终。

### 后续

#### 惩治政敌家属，秦王成為太子
政变发生时高祖正在宫内的海池上划船，世民让尉迟恭入宫担任警卫。尉迟恭身披铠甲，手握长矛，径直来到高祖所在的船上。高祖大惊，问道：“今日作乱的人是谁？爱卿到此做什么？”尉迟恭回答道：“秦王因为太子和齐王作乱，起兵诛杀了他们。秦王殿下担心惊动陛下，故派臣担任警卫。”高祖对裴寂等人说：“不料今天竟然会出现这种事情，你们认为应当怎么办呢？”萧瑀和陈叔达说：“建成与元吉本来就没有参与举义兵反抗隋朝的谋略，又没有为天下立下功劳。他们嫉妒秦王功劳大，威望高，便一起策划奸邪的阴谋。现在，秦王已经声讨并诛杀了他们，秦王功盖宇宙，天下归心，陛下如果能够决定立他为太子，将国家大事委托于他，就不会再生事端了。”高祖只得表示：“这正是我素来的心愿啊！”当时，宿卫军和秦王府的兵马与东宫和齐王府的亲信交战还没有停止，尉迟恭请求高祖颁布亲笔敕令，命令各军一律接受秦王的处置，高祖听从了他的建议。天策府司马宇文士及从东上阁门出来宣布敕令，众人便这样安定下来了。高祖又让黄门侍郎裴矩前往东宫开导原建成麾下的诸将士，将士们便都弃职而散。于是，高祖召世民前来，抚慰他说：“近些日子以来，我几乎产生了投杼的疑惑。”世民跪了下来，伏在高祖的胸前，号啕大哭良久。
建成的儿子安陆王李承道、河东王李承德、武安王李承训、汝南王李承明、钜鹿王李承义，元吉的儿子梁郡王李承业、渔阳王李承鸾、普安王李承奖、江夏王李承裕、义阳王李承度等幼儿都被残忍杀害，还在宗室的名册上被删除名字。傳說李世民恐懼兄弟的鬼魂前來索命，於是派尉遲恭與秦瓊擔任門前守衛，但後來因兩人年老，無法長期擔任，只好轉繪製兩人的畫像掛在門口，成為後世門神的由來。
事变后，李建成的东宫被李世民入住、齐王府财产被查抄并赏赐给尉迟恭。对于原东宫和齐王府的女眷在政变后的境遇，史书中并没有详细的记载。从对个人的记载来看，李建成遗孀、太子妃郑观音墓志，提及“妃言依别馆”，最终郑观音在唐高宗时期死于唐长安城皇城内。李建成的次女李婉顺、五女和李元吉的四个女儿在日后都获得了县主的封号，并且大都嫁给了名门大族或功臣之后，李元吉的女儿文安县主甚至得以陪葬昭陵。李元吉王妃杨氏则与归仁县主的生母共同抚养了归仁县主，后来杨氏为李世民生下一子，没有记载她是否获得正式的妃嫔封号，而史书的记载中，她作为李元吉王妃的名分至死未变。杨氏十分受宠，李世民甚至有立她为皇后之意，却被魏征举辰嬴的例子谏止。这也是李世民为部分学者所诟病的原因，认为他霸占弟媳，有乖伦常。不过也有学者认为李唐皇室本就有北方少数民族血统，较中原汉族更为开放，兄纳弟媳很正常，他们的思想中乱伦的概念较为淡薄。
秦王府诸将领准备将建成和元吉的一百多名亲信全部诛杀，并将他们的家产没收官府，尉迟恭再三争辩说：“罪孽都是两个元凶所犯，而他们已经伏诛了，倘若还要牵连他们的党羽，就不是谋求安定的做法了！”于是诸将领停止了追杀。当天，高祖颁布诏书赦天下，叛逆的罪名只加给建成和元吉二人，对其余的党羽，一概不加追究。僧人、女尼、道士、坤道都应当依照原先颁布的诏令处理。国家的各项事务，都任凭秦王处置。
六月初七癸亥日（7月5日），高祖立秦王世民为皇太子，又颁布诏书：“从今天起，军队和国家的各项事务，无论大小，全部委托太子处理和决定，然后再报告给朕。”

#### 尽弃前嫌用人，大赏秦府功臣
政变后的第一天，即武德九年六月初五辛酉日（626年7月3日），冯立和谢叔方都自动出来自首。薛万彻逃亡躲起来以后，世民多次让人明示他，他也出来自首了。世民说：“这些人都能够忠于自己的職務，是义士啊！”都赦免了他们。
六月十二戊辰日（7月10日），高祖任命政变功臣宇文士及为太子詹事，长孙无忌与杜如晦为左庶子，高士廉与房玄龄为右庶子，尉迟恭为左卫率，程知节为右卫率，秦王府旧臣虞世南为中舍人，褚亮为舍人，姚思廉为太子洗马，论及政变的功劳，以长孙无忌和尉迟恭为第一，分别赐绢一万匹。高祖还将特别嘉奖尉迟恭，慰劳他说：“爱卿对于国家来说有安定社稷的功劳。”把齐王国司的金银布帛器物全部赏赐给尉迟恭。

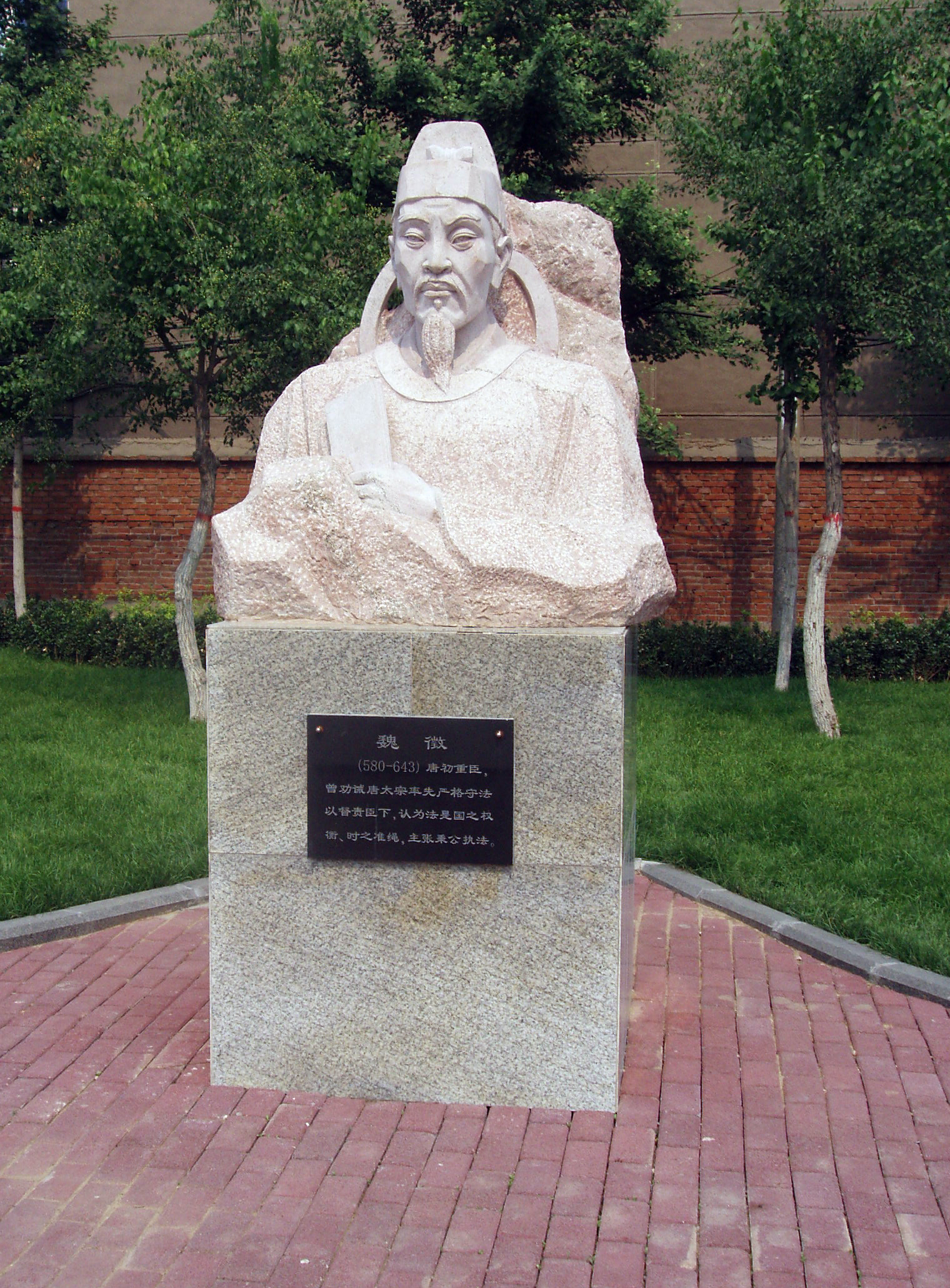
魏徵半身雕像

当初，太子洗马魏徵经常劝说太子建成及早除去秦王。建成败亡后，六月十二戊辰日（7月10日），世民传召魏徵，问道：“你为什么挑拨我们兄弟的关系呢？”大家都为魏徵担惊受怕，魏徵却举止如常地回答道：“如果已故的太子早些听从我的进言，肯定不会有今天的祸事。”世民素来器重他的才能，便改变了原来的态度，对他以礼相待，引荐他担任詹事主簿。世民还将王珪和韦挺从巂州（治所在今四川西昌）召回，两人和魏徵一起都担任了谏议大夫。
同一天（7月10日），任命政变功臣屈突通为陕东道行台左仆射，镇守洛阳。
七月初三己丑日（7月31日），以秦王府护军秦琼为左卫大将军，又以程知节为右武卫大将军，尉迟恭为右武候大将军。
七月初六壬辰日（8月3日），以高士廉为侍中（相当于宰相），房玄龄为中书令（亦相当于宰相），萧瑀为左仆射（亦相当于宰相），长孙无忌为吏部尚书，杜如晦为兵部尚书。
七月初七癸巳日（8月4日），以宇文士及为中书令，封德彝为右仆射（亦相当于宰相）；又以前天策府兵曹参军杜淹为御史大夫，前任中书舍人颜师古、刘林甫为中书侍郎，左卫副率侯君集为左卫将军，左虞候段志玄为骁卫将军，副护军薛万彻为右领军将军，右内副率张公谨为右武候将军，右监门率长孙安业为右监门将军，右内副率李客师为领左右军将军。至此，李世民集团成员和支持李世民的官员控制了国家的要害部门和职位，完全掌握了全国军政大权。
太子李建成和齐王李元吉的余党流散逃亡到民间，虽然朝廷连续颁布赦免令，他们仍然感到内心不安，图谋侥幸获利的人争相告发捕捉他们，以此邀功请赏。谏议大夫王珪将这种情况告诉了太子世民。七月初十丙申日（8月7日），世民颁布太子令：“六月四日玄武门之变以前与东宫和齐王府有牵连的人、六月十七日以前与李瑗谋反有牵连的人，一概不允许相互告发，对违反规定的人以诬告罪论处。”
七月十一丁酉日（8月8日），朝廷派遣谏议大夫魏徵安抚崤山以东地区，允许他见机行事。魏徵来到磁州的时候，遇到州县枷送前任太子千牛李志安、齐王护军李思行前往京城。魏徵说：“我奉命出使的时候，对原来的东宫与齐王府的属官已经一概赦免，不予追究。现在又押送李思行等人，那么谁会不对赦令产生怀疑呢！虽然朝廷为此派遣了特使，又有谁会相信他呢！我不能够因顾虑自身遭受嫌疑，便不为国家考虑。何况我既然被视为国中才能出众的人士而受到礼遇，怎敢不以国中才能出众人士的本色来报答太子呢！”于是，他将李志安等人一律释放。太子世民得知此事后甚为高兴。
李世民即位后，于貞觀十七年二月廿八戊申日（643年3月23日）下令将宫廷画师阎立本所画的辅佐他平定天下，安邦治国的二十四位功臣的画像悬挂于宫中凌烟阁之上，世称这二十四位功臣为“凌烟阁二十四功臣”，其中大部分功臣都参与了“玄武门之变”的谋划，在政变前就属于世民一党或支持世民一党，也有如魏徵这样原太子建成一党、后来为太宗所用的能臣。

#### 高祖内禅，太宗即位
六月十六壬申日（626年7月14日），高祖将亲笔诏书赐给裴寂等人说：“朕应当加上太上皇的尊号。”表达了自己要退位和内禅的想法。
六月廿九乙酉日（7月27日），撤销了太子世民兼任的天策上将府邸，为世民登基做准备。
八月初八癸亥日（9月3日），高祖颁布制书，将皇帝位传给太子世民，自为太上皇，仍居于大内皇宫正殿——太极殿。世民坚决推辞，高祖不许。
高祖颁布传位制书的第二天，即武德九年八月初九甲子日（626年9月4日），太子世民在东宫显德殿即皇帝位，是为唐太宗，并大赦天下，从此开始了他辉煌的皇帝生涯，即位第二年正月初一乙酉日（627年1月23日）改元貞觀。太宗在位期间文治昭昭，武功赫赫，史称“贞观之治”。

#### 追谥政敌，过继己子
太宗即位后，于武德九年十月初一丙辰日（626年10月26日）下达诏书，追封已故太子皇兄李建成为息王，谥号为隐，是为息隐王；皇弟齐王李元吉为海陵郡王，谥号为剌，是为海陵剌王，以皇家丧礼重新安葬。安葬那一天，太宗在宜秋门大哭一场，显得十分哀痛。谏议大夫魏徵、王珪两人上表请求陪送灵车到安葬地，太宗答应了他们的请求，并命令原东宫和齐王府的幕僚属官都去送葬。从太宗给两位兄弟的封号和谥号来看，无疑是降低了他们的地位身份：建成原为太子，降为息王（親王级别），谥号为隐，是中下等谥号（按谥法：“隐拂不成曰隐。不显尸国曰隐。见美坚长曰隐。”指本性难改，言过其实。又：“隐，哀也。”指柔弱短寿）；元吉原为齐王（親王级别），降为海陵郡王（郡王级别），谥号为剌，是下等谥号（按谥法：“愎很遂过曰剌。不思忘爱曰剌。”指刚愎自用，忘恩负义）。
貞觀十三年十二月初七乙亥日（640年1月5日），太宗封庶出皇子李福为赵王，过继给已故皇兄建成为嗣。
贞观十六年六月初六庚寅日（642年7月8日），太宗再次下诏恢复息隐王建成皇太子的封号，改封海陵剌王元吉为巢王（恢复为亲王级别），谥号不变，故后世称两人为“隐太子”、“巢剌王”。两人生前的身份地位恢复了，但恶谥依然伴随着他们。此外，李建成女李婉顺等也没有相应地按太子女规格进封为郡主。
太宗去世后，其子李治继位，是为唐高宗。高宗于显庆年间下达诏书，令太宗的小儿子、自己最小的弟弟曹王李明，过继给已故皇叔元吉为嗣。

## 争议性

### 关于玄武门事件本身的史料
贞观九年，李渊死后5个月，李世民第一次要求看《起居注》，未遂。
《贞观政要》记载：贞观十三年，褚遂良负责太宗《起居注》。李世民想取过来看，褚遂良以“不闻帝王躬自观史”为由拒绝了。唐太宗说：“我有不好的言行，你也一定要记下吗？”褚遂良说：“我的职责是记录历史，当然一定要记。即使我不记，天下人也會把它记下來。”《旧唐书·褚遂良传》和《资治通鉴》（第一百九十六卷）也载有此事。
次年，太宗再度要求看《起居注》，房玄龄等人就把国史加以删减整理，撰写成高祖和太宗的《实录》各二十卷，当他看到“书六月四日事，语多微文”——史官对当年玄武门事变的内容含糊其辞，太宗告诉房玄龄：不必替他遮遮掩掩，反正玄武门事件本来就是像“周公诛管、蔡，季友鸩叔牙”那样的义举，目的是为了“安社稷、利万民”，要求“削去浮词，直书其事”。《资治通鉴》第一百九十七卷亦有记载。
这一行为给史学考究带来极大困难，也遭到後代章太炎等学者的指责。

### 吐血数升
据《旧唐书·卷六十四·隐太子建成》记载“与元吉谋行鸩毒，引太宗入宫夜宴，既而太宗心中暴痛，吐血数升”，说李世民喝下李建成与李元吉二人的毒酒后“吐血数升”未死，事实上“数升”仅是约数，在历史上也有同样类似的记载，从《魏书》、《南齐书》和《晋书》的《孝传》中都能找到如阮籍、乐预、杨津、张升、仓跋等“吐血数升”未死的记载。
顺弟津，字罗汉，本名延祚，高祖赐名焉。少端谨，以器度见称。年十一，除侍御中散。于时高祖冲幼，文明太后临朝。津曾久侍左右，忽咳逆失声，遂吐血数升，藏衣袖。太后闻声，阅而不见，问其故，具以实言。——魏·魏收，《魏书·卷五十八·杨津传》
张升，荥阳人。居父母丧，鬓发坠落，水浆不入口，吐血数升。诏表门闾。——魏·魏收，《魏书·卷八十六·孝感·张升传》
仓跋，荥阳京县人也。丧母，水浆不入口五日，吐血数升，居忧毁瘠，见称州里。有司奏闻，出帝诏标门闾。——魏·魏收，《魏书·卷八十六·孝感·仓跋传》
弟预亦孝，父临亡，执其手以托郢州行事王奂，预悲感闷绝，吐血数升，遂发病。——梁·萧子显，《南齐书·卷五十五·孝义·乐颐传》
籍虽不拘礼教，然发言玄远，口不臧否人物。性至孝，母终，正与人围棋，对者求止，籍留与决赌。既而饮酒二斗，举声一号，吐血数升。及将葬，食一蒸肫，饮二斗酒，然后临诀，直言穷矣，举声一号，因又吐血数升，毁瘠骨立，殆致灭性。——唐·房玄龄等，《晋书·卷四十九·阮籍传》
不过也有学者认为李世民“吐血数升未死”并非实有其事，只不过为李世民本人所“捏造”出来的事件。

## 影響與評價
從古至今，大部分歷史學家對李世民發動玄武門之變持理解、同情甚至讚賞的態度。
- 《舊唐書·太宗本紀》史臣曰：「或曰：以太宗之賢，失愛於昆弟，失教於諸子，何也？曰：然，舜不能仁四罪，堯不能訓丹朱，斯前志也。當神堯任讒之年，建成忌功之日，苟除畏逼，孰顧分崩，變故之興，間不容髮，方懼「毀巢」之禍，寧虞「尺布」之謠？……」
- 《舊唐書·太宗本紀·贊》曰：「昌、發啟國，一門三聖。文定高位，友於不令。管、蔡既誅，成、康道正。貞觀之風，到今歌詠。」
- 《舊唐書·高祖二十二子傳》史臣曰：「建成殘忍，豈主鬯之才；元吉凶狂，有覆巢之跡。若非太宗逆取順守，積德累功，何以致三百年之延洪、二十帝之纂嗣？或堅持小節，必虧大猷，欲比秦二世、隋煬帝，亦不及矣。」
- 《舊唐書·高祖二十二子傳·贊》曰：「建成、元吉，實為二凶。中外交構，人神不容。用晦而明，殷憂啟聖。運屬文皇，功成守正。善惡既分，社稷乃定。」
- 司馬光《資治通鑑·卷第一百九十一·唐紀七·高祖神堯大聖光孝皇帝武德九年》：「立嫡以長，禮之正也。然高祖所以有天下，皆太宗之功；隱太子以庸劣居其右，地嫌勢逼，必不相容。使高祖有文王之明，隱太子有太伯之賢，太宗有子臧之節，則亂何自而生矣！既不能然，太宗始欲俟其先發，然後應之，如此，則事非獲已，猶為愈也。既而為群下所迫，遂至蹀血禁門，推刃同氣，貽譏千古，惜哉！夫創業垂統之君，子孫之所儀刑也，彼中、明、肅、代之傳繼，得非有所指擬以為口實乎！」
- 王夫之《读通鉴论》：「太宗亲执弓以射杀其兄，疾呼以加刃其弟，斯时也，穷凶极惨，而人心无毫发之存者也。」
- 胡戟、胡樂《試析玄武門事變的背景內幕》：「玄武門那場唐太宗一生中最艱危的苦鬥，對他本人來說，絕不是可以誇耀後世的愉快記憶……李世民和他父親這一段不愉快的往事……怎能在李世民受傷的心上摘脫乾淨！」
- 柏楊：「然而，中國人應該慶幸李世民先生奪嫡成功，李世民為中國帶來名垂千古的『貞觀之治』，成為治世的典範。」

## 玄武门遗址
今陕西省西安市自强西路的宁西宾馆停车场，尚存太极宫玄武门遗址。遗址尚保存有巨大的夯土台基，有铁栅栏包围保护。 

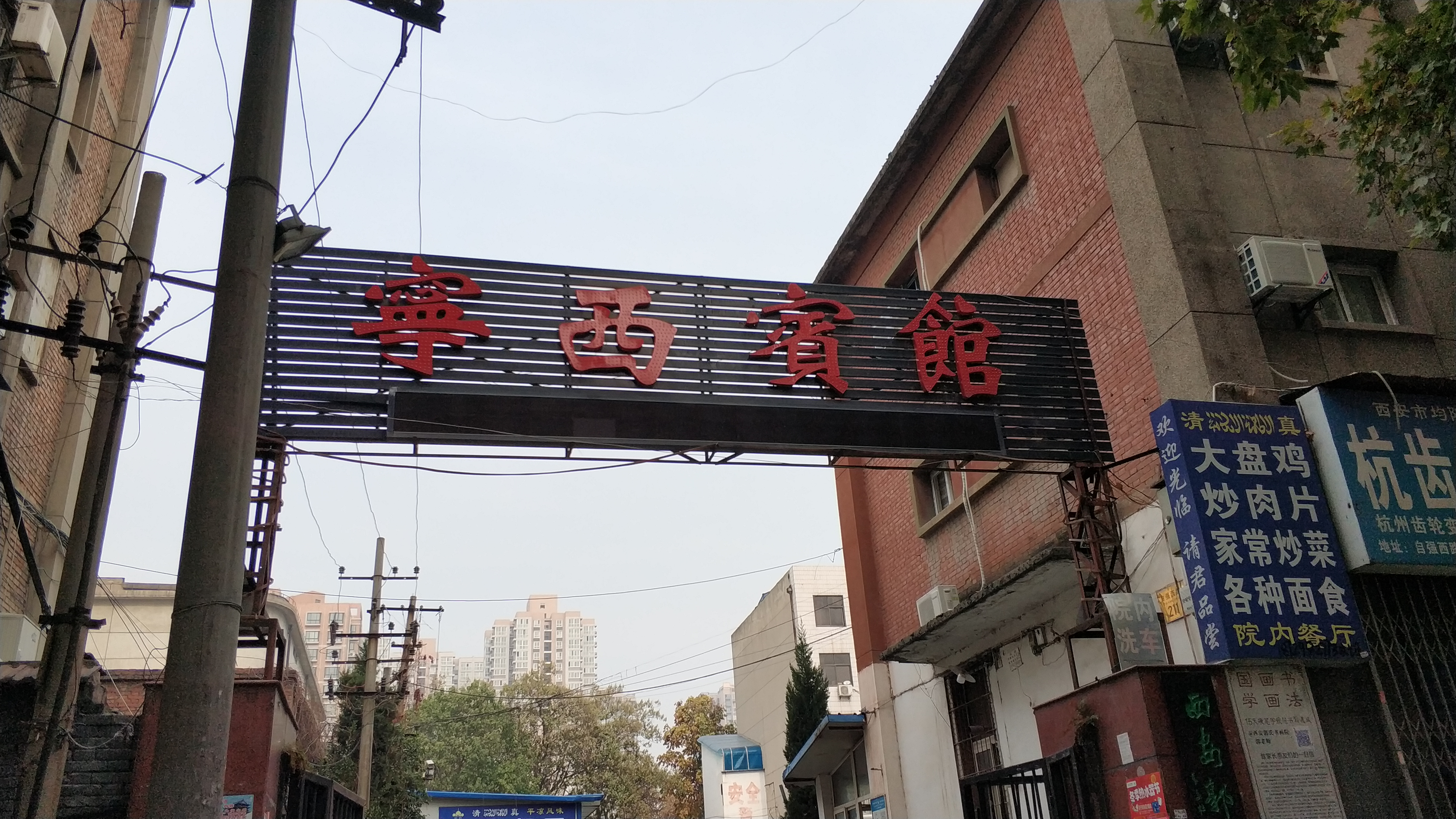
玄武门遗址-宁西宾馆
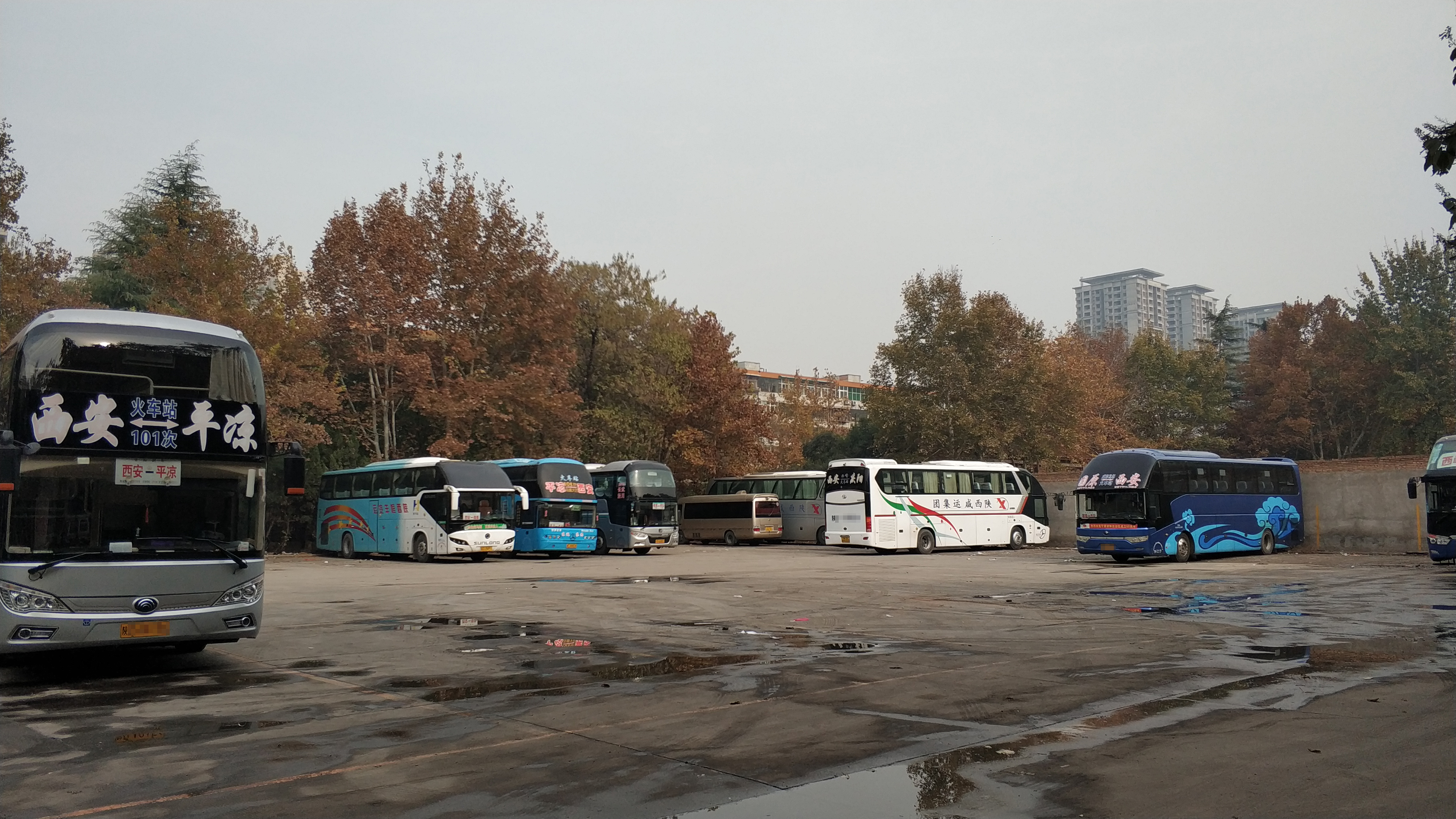
玄武门遗址-宁西宾馆停车场
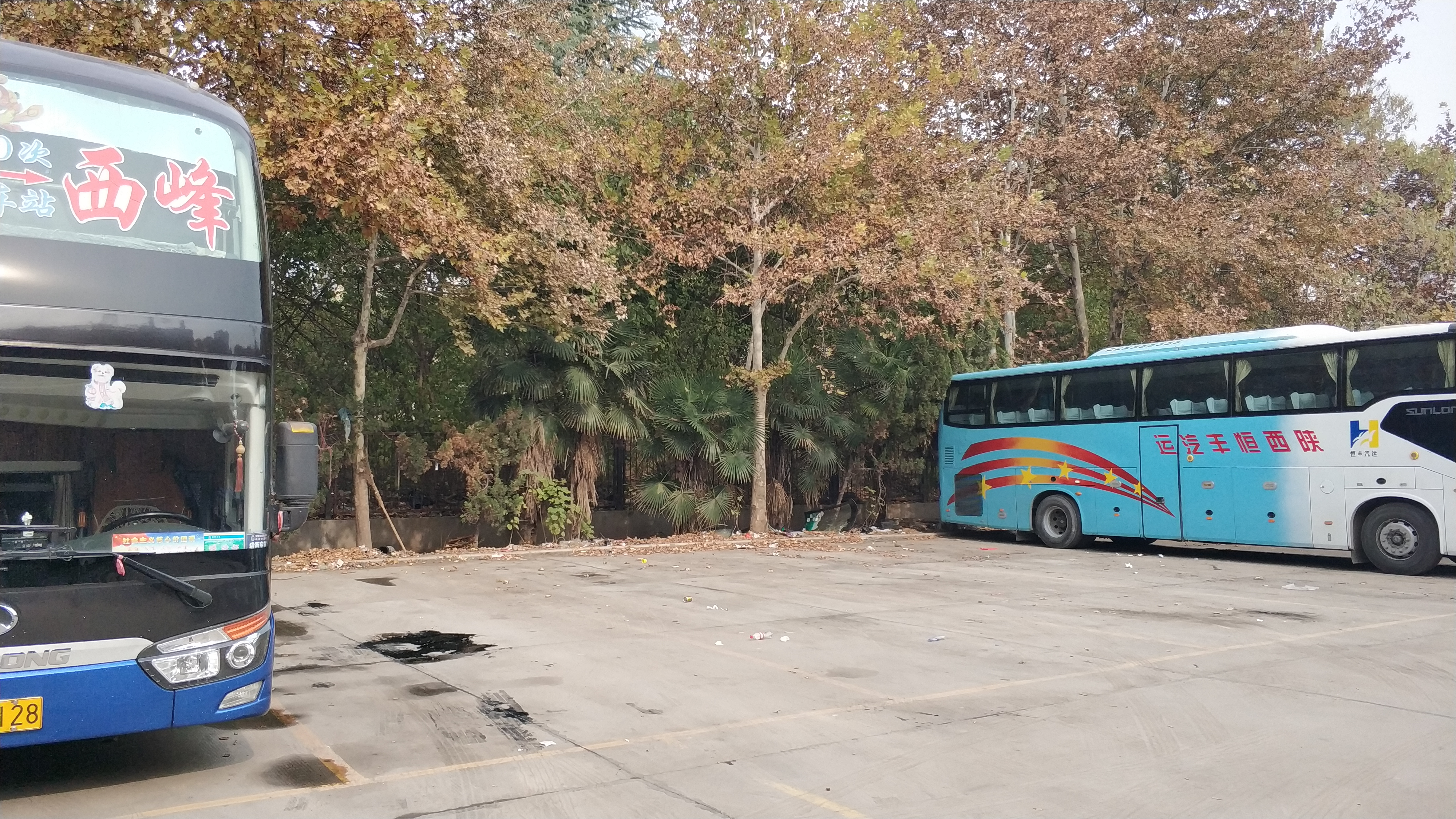
玄武门遗址-宁西宾馆停车场北侧围栏
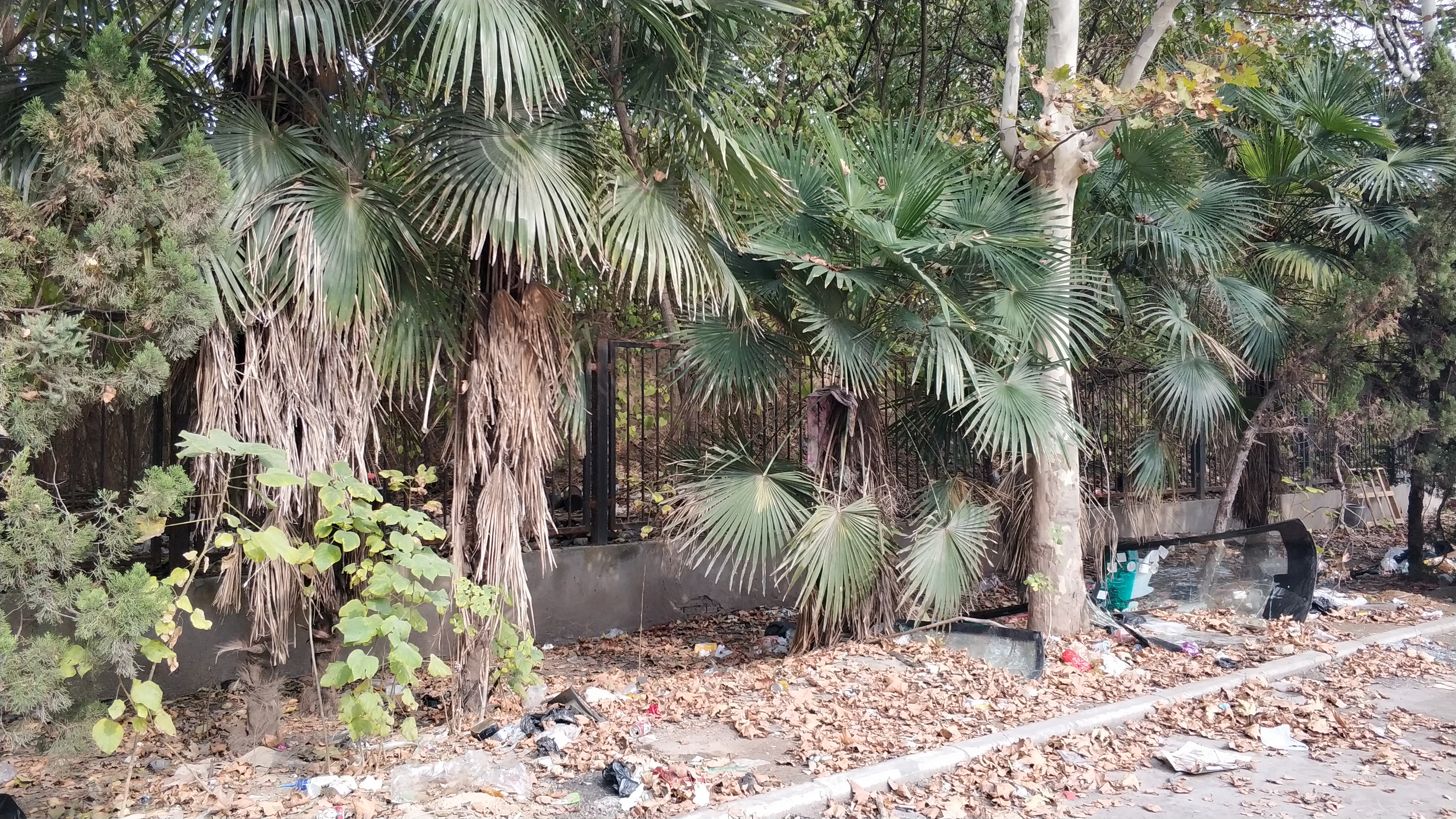
玄武门遗址-宁西宾馆停车场北侧围栏近景
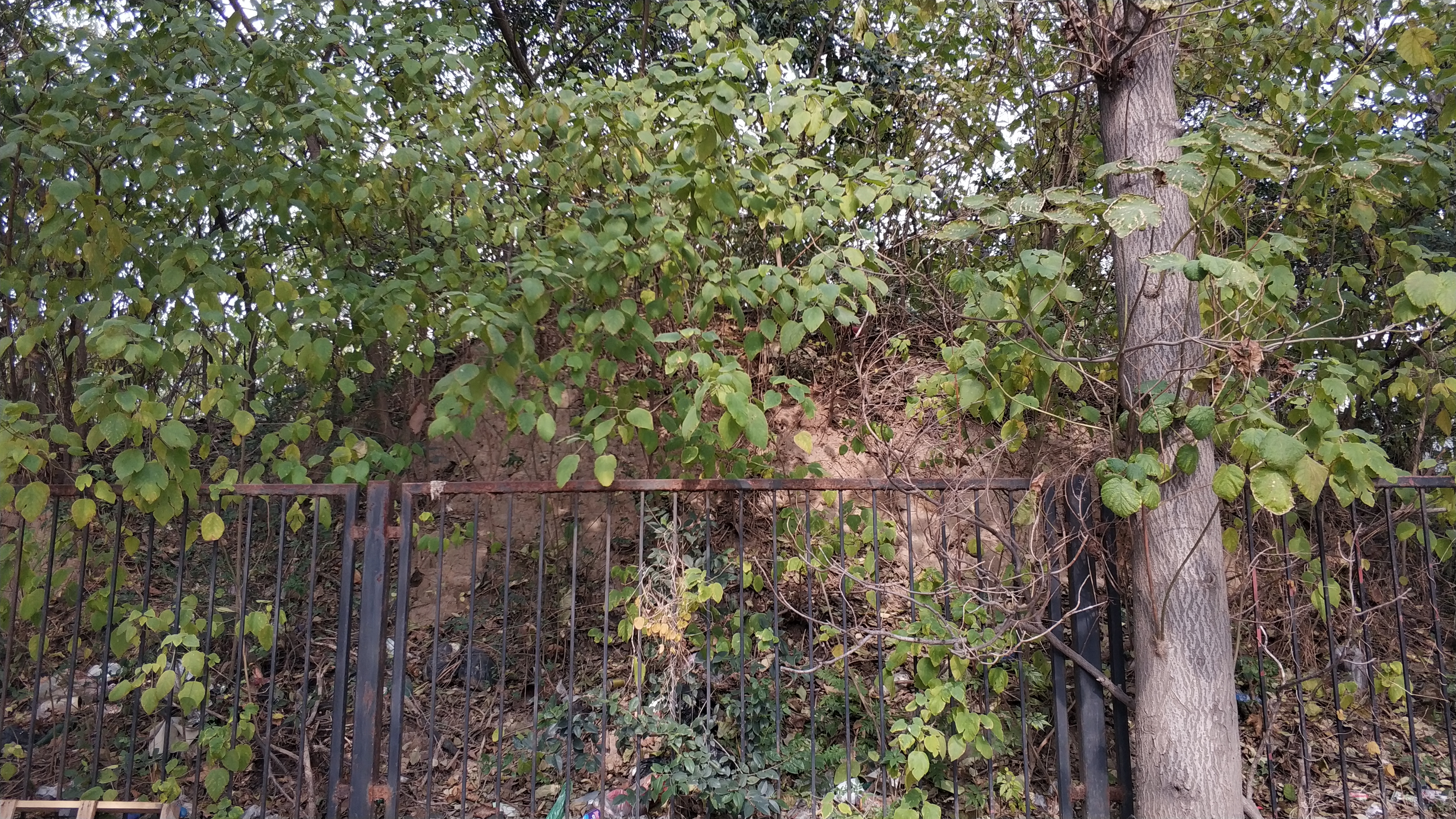
玄武门遗址-宁西宾馆停车场北侧围栏内夯土台基
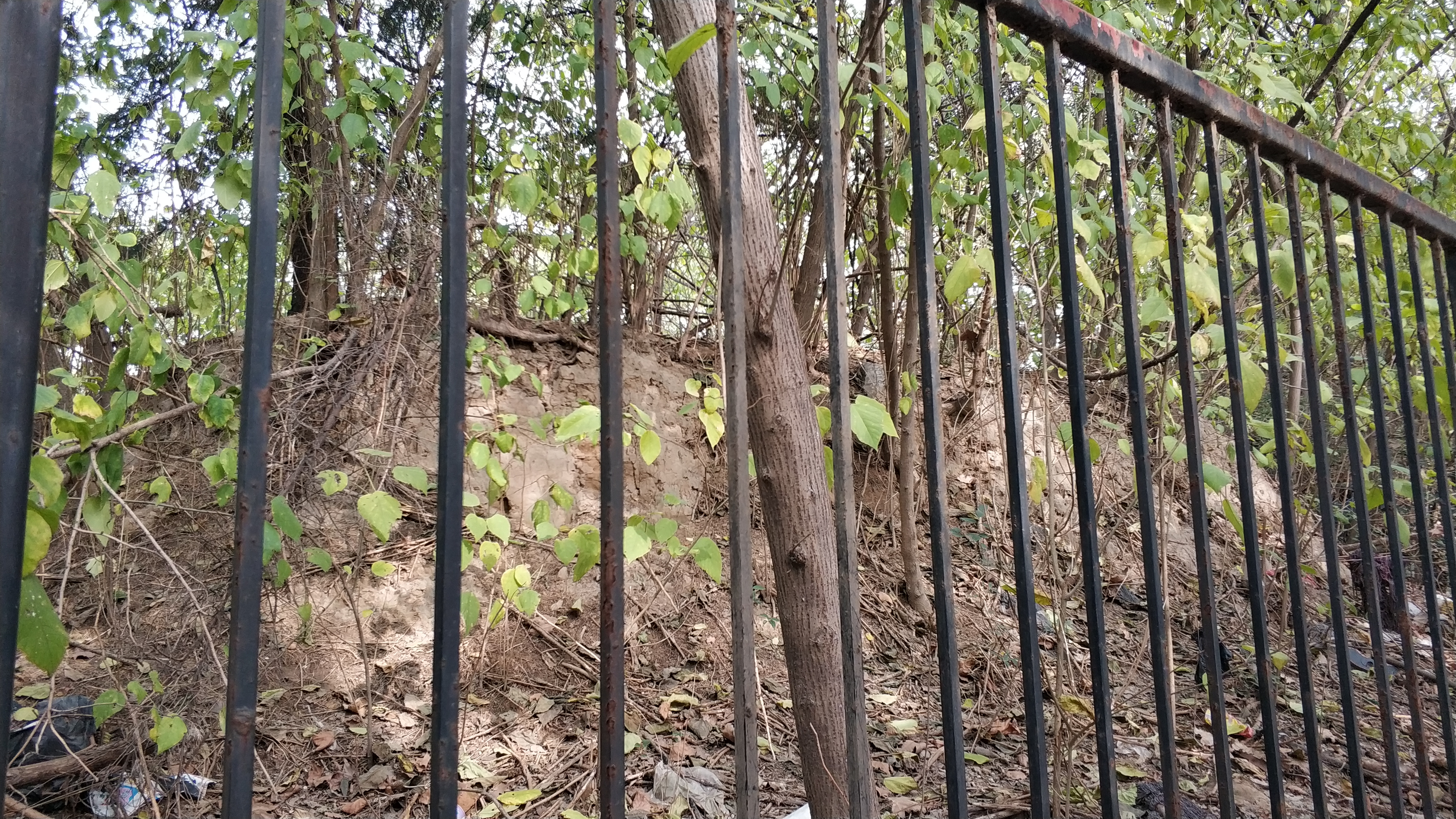
玄武门遗址-宁西宾馆停车场北侧围栏内夯土台基近景

## 傳奇和演繹

### 小说弹词
- 《唐太宗入冥记》
- 《說唐》
- 《隋唐演义》
- 《唐史演义》
- 《隋唐英雄传》
- 《大唐雙龍傳》

### 影视作品
- 《決戰玄武門》（1984年）
  - 相关演员：張英才飾李渊，歐陽震華飾李建成，苗僑偉飾李世民，湯鎮業飾李元吉
  - 該劇是借玄武門之變為背景所撰寫的一套武俠劇，主線描述在太子黨與秦王黨相爭至玄武門之變期間，李世民的一位江湖朋友江豐（黃日華飾，為本劇所虛構）、其愛侶秦惜惜（翁美玲飾，為本劇所虛構）與及李世民之間的恩怨情仇。

- 《大唐風雲錄》（1992年）
  - 相关演员：康明惠飾李渊，許亞芬飾李建成，黃香蓮飾李世民，唐美雲飾李元吉，許秀年饰长孙淑穎（即長孫皇后），林美照饰楊瑤紅（即齊王妃）
  - 該劇是臺灣地區上演的歌仔戲，主要描述隋朝末年隋煬帝荒虐無道，李淵及李世民父子起兵抗隋，建國大唐，以及建國之後，李建成、李世民、李元吉兄弟之間的愛恨情仇，在玄武門之變結束後，李淵對於李世民誅殺親手足的行為感到痛心而心灰意冷，最後傳位給李世民作為該劇結尾。
  - 与史实不一之处：
    - 本劇為長孫皇后和齊王妃楊氏各取了閨名，然而史書僅記載兩人姓氏。
    - 李元吉與李世民不和的原因在於李元吉性格不受李淵喜愛，加上李世民的威望排擠李建成的地位，遂有李元吉與李建成聯手打擊李世民的動作，在此變成情感上的孽緣糾纏。
    - 玄武門事變確實是由李世民親自率領親信將士，在此反而是天策府趁李世民恢復健康前擅自策畫以下犯上的行動，有美化李世民親愛手足的意味。

- 《唐太宗李世民》（在台灣以外地區又名《新隋唐演义》）（1994年）
  - 相关演员：周绍栋饰李渊，王伯昭饰李建成，林俊贤饰李世民，玉尚饰李元吉，童爱玲饰长孙无垢，傅艺伟饰杨吉儿
  - 剧中主要描述了唐太宗李世民的一生传奇经历，从589年隋朝灭南陈到649年唐太宗去世之间的历史；除了关于杨吉儿和阿史那燕的桥段，基本是根据《资治通鉴》的相关记载演绎的。

- 《大唐情史》（2001年）
  - 相关演员：唐国强饰唐太宗李世民，沈傲君饰高阳公主，聂远饰辩机
  - 与史实不一之处：该剧戏说成分居多，但关於“玄武门之变”也没有多少大的史实错误。但该剧宣称政变后李世民（唐国强饰）纳李建成的宠妃玳姬为妾，并生下了高阳公主（沈傲君饰），则缺乏史实依据，史书上没有李世民纳李建成宠妃为妾的纪录，剧中的玳姬显然有原齐王元吉之妻——巢王妃杨氏的影子。该剧又宣称高阳公主名义上的生母是长孙皇后，由长孙皇后抚养，长孙皇后宠爱她勝過宠爱自己的亲生女儿。实际上高阳公主的生母已无从考证。该剧还称辩机（聂远饰）是玄武门守将宗将军之子，其父被李世民策反，在政变中倒向世民，政变成功后却被灭口，只留下幼子做了和尚（即辨机），也缺乏史实依据。

- 《大唐雙龍傳》（2004年）
  - 相关演员：阮德鏘饰秦王李世民，郭耀明饰太子李建成，鄧浩光饰李元吉，劉江饰李渊。
  - 与史实不一之处：该剧戏说成分居多，太子李建成勾結魔門陰癸派，而李淵偏袒建成一方，李世民是慈航靜齋挑選的繼任人。

- 《秦王李世民传奇》（2004年）
  - 相关演员：何润东饰秦王李世民，严宽饰太子李建成，高圆圆饰若惜公主，归亚蕾饰窦皇后
  - 与史实不一之处：该剧戏说成分居多，主要围绕李世民和李建成的恩怨展开。但该剧宣称李世民（何润东饰）发动“玄武门之变”是因为李建成（严宽饰）夺去了世民心爱的隋炀帝之女若惜公主（高圆圆饰），则纯属胡编，显然把杨妃（隋炀帝之女，太宗第三子吴王李恪之母）、巢王妃杨氏（齐王李元吉之妻，太宗第十五子曹王李明生母）、杨贵妃（太宗杨贵妃）三人混为一谈了，而且还胡乱地改为李建成的太子妃；历史上仅有一处记载李建成妻为郑氏[71]。该剧还显示世民、建成和元吉之母高祖窦皇后（归亚蕾饰）在政变之时还在人世，事实上唐朝建立之前，窦氏已经去世多年了。

- 《贞观长歌》（2007年）
  - 相关演员：唐国强饰唐太宗李世民，张澜澜饰安康公主，聂远饰李恪
  - 与史实不一之处：本剧号称“历史正剧”，故关於“玄武门之变”的大的史实错误很少。唯有一点，太宗登基时称建成为「隐太子」，后为了宽慰建成旧部才追封为「息王」；事实上建成死时没有谥号，太宗登基以后才追谥「隐」，封「息王」，是为「息隐王」，几年后才恢复其皇太子封号，谥号如故，自此才有了「隐太子」的說法；而本剧显然把建成谥号的先后变化顺序弄错了。另外，本剧宣称其女主人公安康公主（张澜澜饰）是原齐王李元吉之妻、太宗淑妃之女，但史书中未有对安康公主生母的记载，同时太宗后宫中四夫人之一的淑妃究竟是谁，于史无考。

- 《贞观之治》（2007年）
  - 相关演员：马跃饰唐太宗李世民，陆剑民饰李建成，沈孟生饰李元吉，马精武饰李渊，马少骅饰长孙无忌，金士杰饰魏征
  - 与史实不一之处：本剧关於“玄武门之变”基本按照《资治通鉴》的记载，只是史书记载政变发生后，尉迟敬德才来宫内的海池，面见划船的高祖李渊，剧中是政变发生前，李世民已经将李渊软禁在海池的船上了。不过这属于一种历史研究观点，并不属于史实错误。

- 《玄武门之殇》（2018）
  - 该剧于2018年10月18日在中央电视台电影频道首播，讲述了一个众人帮助李世民发起玄武门之变的故事。
- 《开创盛世》
- 《隋唐英雄》
- 《長歌行》耿樂饰秦王/太子/太宗李世民

## 延伸阅读
- 《旧唐书》，后晋·刘昫等
- 《新唐书》，北宋·欧阳修、宋祁等
- 《资治通鉴》，北宋·司马光等
- 《柏杨版资治通鉴·玄武门》，当代·柏杨
- 《正说唐朝二十帝》，当代·杨明之，中国青年出版社
- 《中国古代史·上册》，当代·朱绍侯等，福建人民出版社，2004年7月第1版  ISBN 7-211-04782-8
- 《大唐帝国——隋乱唐盛三百年·血溅玄武门》，日本当代·陈舜臣，新星出版社，2007年1月第1版  ISBN 978-7-80225-233-2